# Pierre-Antoine Quillard
Pour les articles homonymes, voir Quillard (homonymie).
Pierre-Antoine Quillard, né à Paris vers 1700 et mort à Lisbonne le 25 novembre 1733, est un dessinateur, artiste peintre et graveur français.

## Biographie
Né à Paris au début du XVIIIe siècle,, Pierre-Antoine Quillard est le fils d'un ébéniste. Il fait son apprentissage probablement dans l'entourage Watteau, dont il suit le style et le goût pour les fêtes galantes,, et dont il a réalisé des copies de dessins et tableaux montrant une bonne connaissance de l'œuvre. Quillard est rapidement réputé pour son dessin. Dès l’âge de 11 ans, il donne de telles espérances, que le cardinal Fleury présente quelques-uns de ses ouvrages à Louis XV qui le gratifie d’une pension,.
À la suite de son échec au Prix de Rome en 1723 et 1724,, où il obtient par deux fois le deuxième prix, respectivement derrière François Boucher et Charles André van Loo,, il accepte l’offre de Charles-Frédéric Merveilleux, médecin suisse attaché à la cour de Lisbonne, de se rendre au Portugal, pour dessiner les productions végétales de ce royaume, dont il voulait composer un herbier. Dans la capitale portugaise, le prince héritier dom Joseph lui assigne une pension de 80 cruzados par mois.
Après avoir travaillé quelque temps à la Flore de Merveilleux, il est nommé peintre de cour du roi Jean V en 1727 et peint les plafonds, tous disparus dans le grand tremblement de terre de Lisbonne de 1755, de l’appartement de la reine,. Il travaille pour d'autres personnalités dont le marquis d’Alegrete et le comte d’Ericeira et produit également plusieurs tableaux remarqués. Il meurt en novembre 1733 à Lisbonne,

## Œuvres
- Danse villageoise, Paris, Musée du Louvre, département des peintures
- La Plantation du mai, Paris, Musée du Louvre, département des peintures
- Fête champêtre, Paris, Musée du Louvre, département des arts graphiques
- Scène galante et champêtre, Marseille, Musée Grobet-Labadié